# Vastag tapló
A vastag tapló (Phellinus robustus ) a Hymenochaetaceae családba tartozó, Eurázsiában, Észak- és Dél-Amerikában honos, lombos fák törzsén élő, nem ehető gombafaj. 

## Megjelenése
A vastag tapló termőteste 10-25 cm széles, 10-25 magas és 5-20 cm-re emelkedik ki a az aljzatból. Alakja változatos: fiatalon gumós, gömbszerű, majd többé-kevésbé vaskos pata vagy görcs formájú lesz. A szomszédos termőtestek összenőhetnek. Széle lekerekített. Felülete körkörösen barázdált, repedezett, idősebb korban algáktól zöldes. Színe rozsdabarna, szürkésbarna, idősen szürke. 
Termőrétege csöves, a pórusok nagyon szűkek. A különböző korú rétegeket vékony terméketlen zóna választja el egymástól. Színe fiatalom sárgásbarna, később rozsdabarnás.
Húsa fás, sárgásbarna színű, zónázott. Szaga és íze nem jellegzetes.

### Hasonló fajok
Külsőre a jegenyefenyő-tapló hasonlít hozzá, de élőhelyük alapján jól elkülöníthetők.   

## Elterjedése és termőhelye
Eurázsiában, Észak- és Dél-Amerikában honos. Magyarországon ritka, főleg a Zemplénben található meg.
Élő lombos fákon, tölgyön, gyertyánon, szelídgesztenyén, néha akácon él, anyagukban fehérkorhadást okoz. Évelő, egész évben látható. 

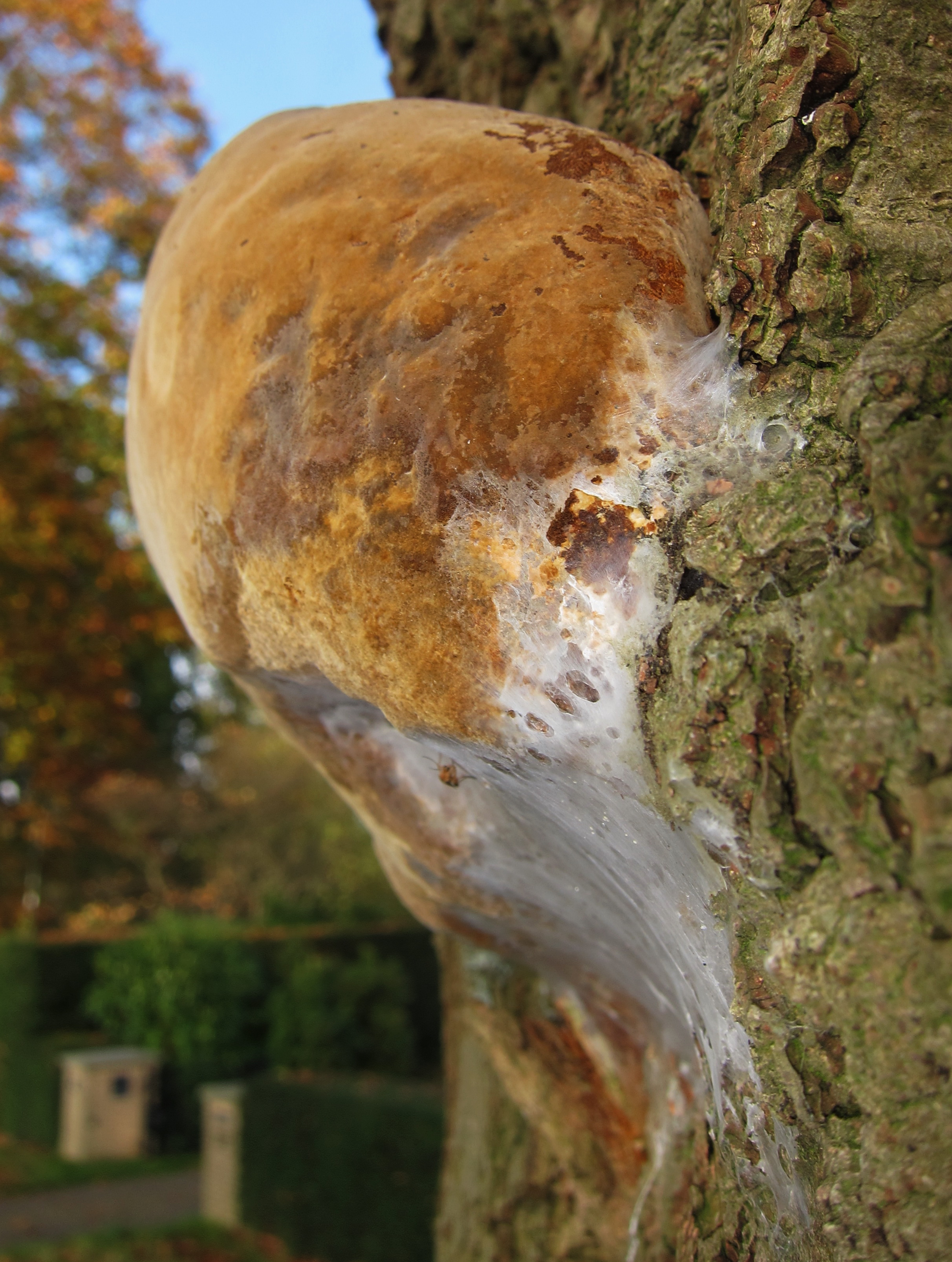
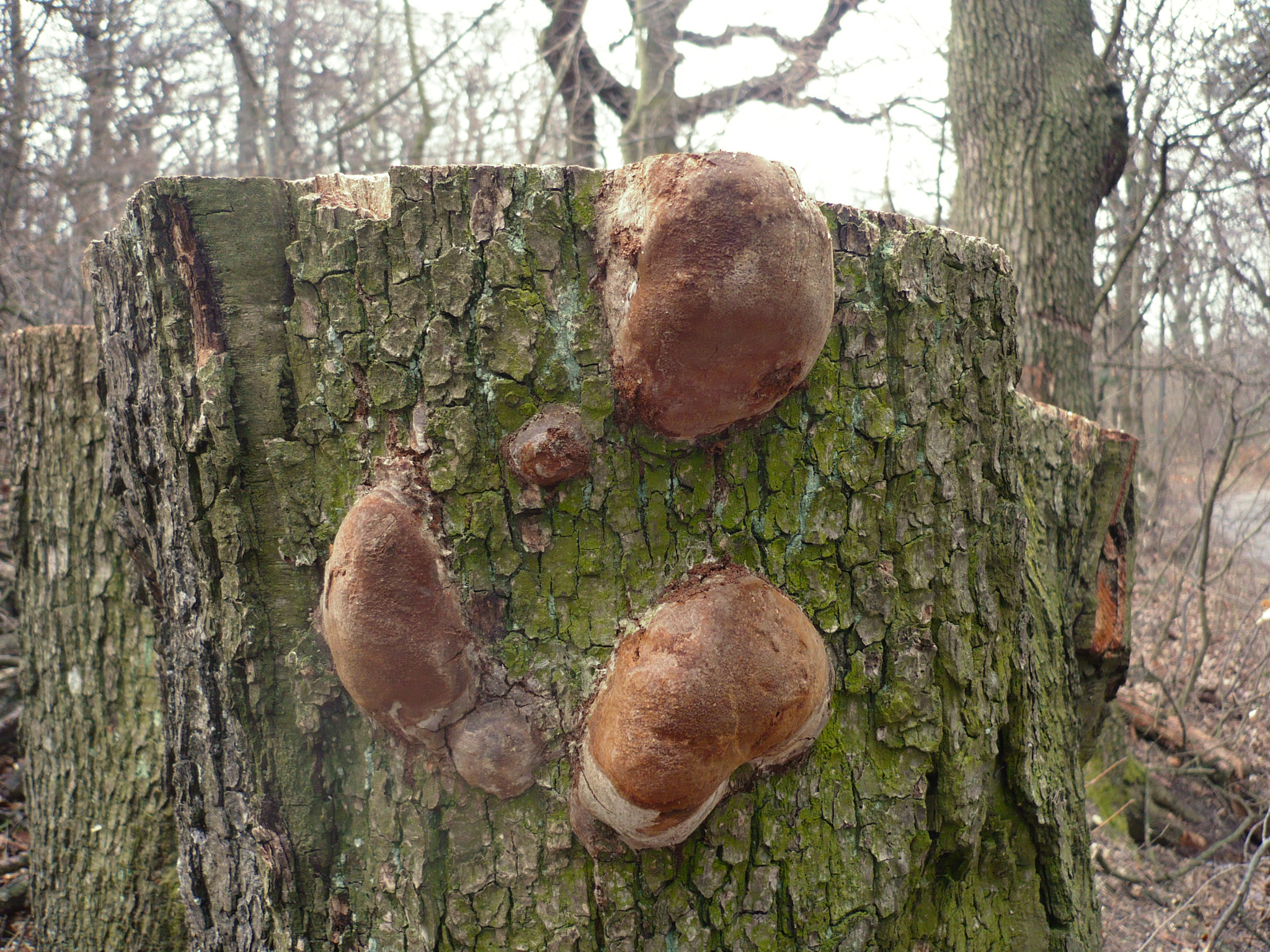
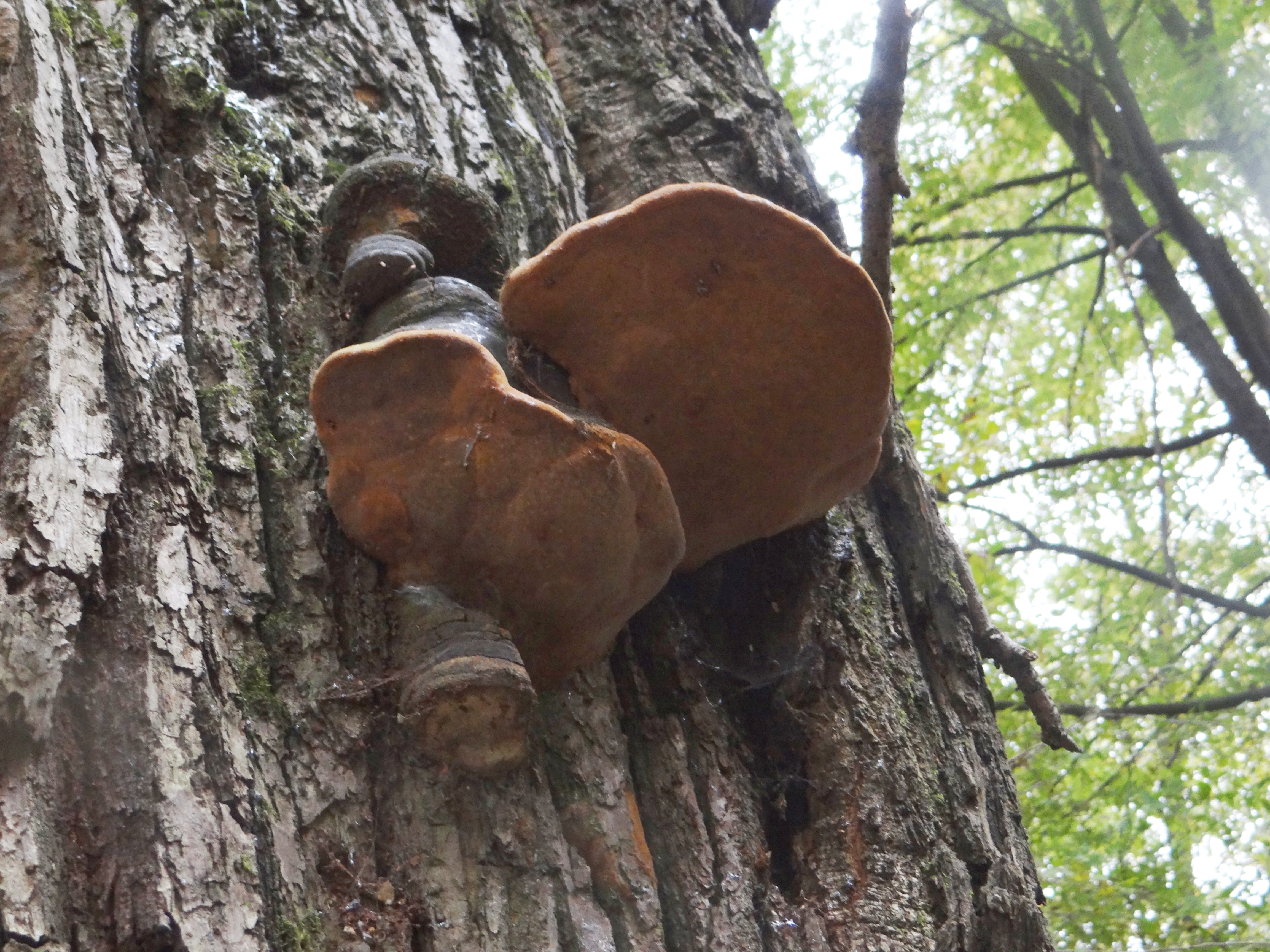
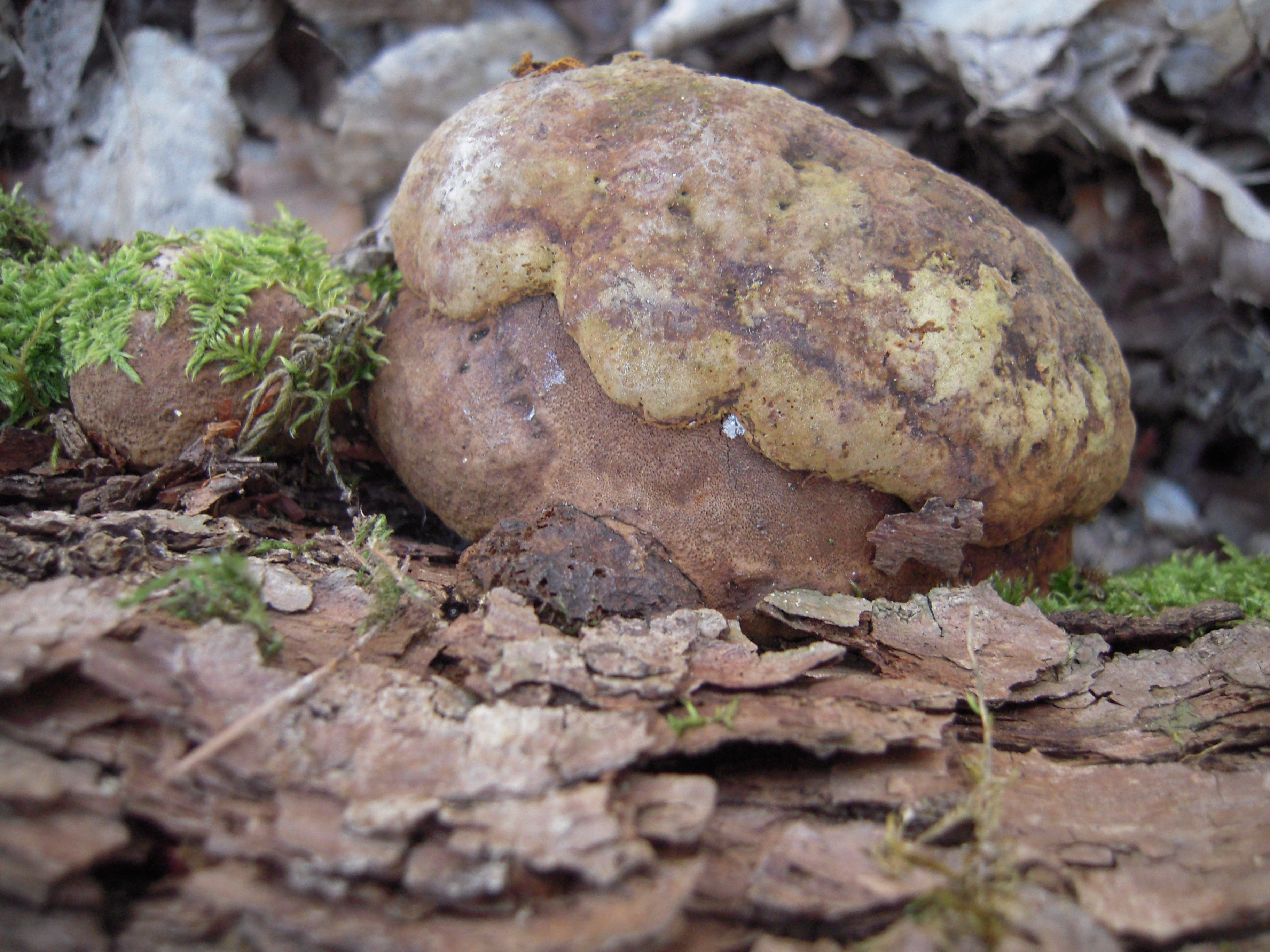
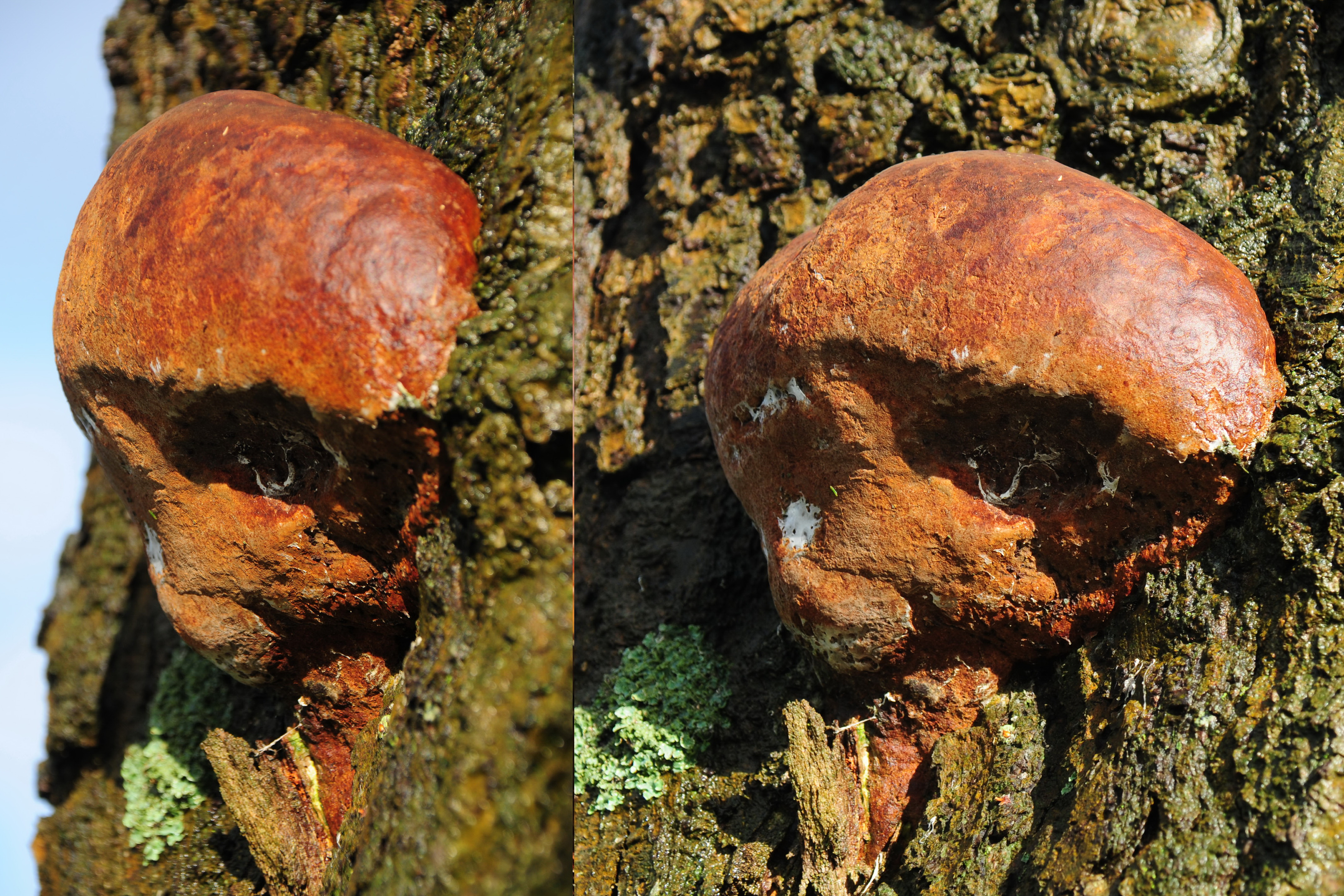

Nem ehető.    